# Master Levels for Doom II
Master Levels for Doom II è una raccolta di 21 livelli aggiuntivi per Doom II: Hell on Earth, distribuita da id Software nel dicembre del 1995.

## Storia
Mentre il team era all'opera su Quake, decise, data la grande diffusione di compilation di livelli come D!Zone, di realizzarne una ufficiale. Il progetto fu coordinato da Shawn Green, che assoldò i migliori level designer sulla piazza: John W. Anderson e Tim Willits (già autori di alcune mappe di The Ultimate Doom), Sverre Andre Kvernmo, Christen David Klie, Jim Flynn e Tom Mustaine.
Inoltre, nel CD trovano spazio anche 1830 livelli amatoriali per Doom e Doom 2, realizzati da terzi o comunque da appassionati, raccolti da internet.

## Elenco dei livelli
I livelli, pur essendo raccolti sotto un unico nome, non sono connessi fra loro, ma possono essere affrontati in maniera casuale grazie al front-end incluso.
| Titolo                                 | Mappa | WAD          | Autore                      |
| -------------------------------------- | ----- | ------------ | --------------------------- |
| Attack                                 | MAP01 | Attack.wad   | Tim Willits                 |
| Black Tower                            | MAP25 | Blacktwr.wad | Sverre "Kranium" Kvernmo    |
| Bloodsea Keep                          | MAP07 | Bloodsea.wad | Sverre "Kranium" Kvernmo    |
| Canyon                                 | MAP01 | Canyon.wad   | Tim Willits                 |
| The Catwalk                            | MAP01 | Catwalk.wad  | Christen David Klie         |
| The Combine                            | MAP01 | Combine.wad  | Christen David Klie         |
| The Fistula                            | MAP01 | Fistula.wad  | Christen David Klie         |
| The Garrison                           | MAP01 | Garrison.wad | Christen David Klie         |
| Geryon: 6th Canto of INFERNO           | MAP08 | Geryon.wad   | John W. "Dr.Sleep" Anderson |
| Titan Manor                            | MAP01 | Manor.wad    | Chris Klie                  |
| Mephisto's Maosoleum                   | MAP07 | Mephisto.wad | Sverre "Kranium" Kvernmo    |
| Minos' Judgement: 4th Canto of INFERNO | MAP05 | Minos.wad    | John W. "Dr.Sleep" Anderson |
| Nessus: 5th Canto of INFERNO           | MAP07 | Nessus.wad   | John W. "Dr.Sleep" Anderson |
| Paradox                                | MAP01 | Paradox.wad  | Tom Mustaine                |
| Subspace                               | MAP01 | Subspace.wad | Christen David Klie         |
| Subterra                               | MAP01 | Subterra.wad | Christen David Klie         |
| The Express Elevator to Hell (1)       | MAP31 | Teeth.wad    | Sverre "Kranium" Kvernmo    |
| The Express Elevator to Hell (2)       | MAP32 | Teeth.wad    | Sverre "Kranium" Kvernmo    |
| Trapped on Titan                       | MAP01 | Trap.wad     | Jim Flynn                   |
| Vesperas: 7th Canto of INFERNO         | MAP09 | Vesperas.wad | John W. "Dr.Sleep" Anderson |
| Virgil's Lead: 3rd Canto of INFERNO    | MAP03 | Virgil.wad   | John W. "Dr.Sleep" Anderson |

## Autori
Master Levels for Doom II è stato una buona rampa di lancio per i suoi autori, che in seguito hanno trovato lavoro in diverse aziende del settore:
- John W. "Dr.Sleep" Anderson - Ha lavorato come level designer per id Software (Ultimate Doom), Epic Games (Unreal), Ion Storm.
- Tim Willits - attualmente co-proprietario di id Software.
- Sverre Andre Kvernmo - Ha lavorato come level designer per Interplay (Redneck Rampage) e Ion Storm.
- Christen David Klie - Ha lavorato come level designer per LucasArts (Outlaws)
- Jim Flynn - membro di TeamTNT
- Tom Mustaine - fondatore di Ritual Entertainment.